# Henry Cisneros

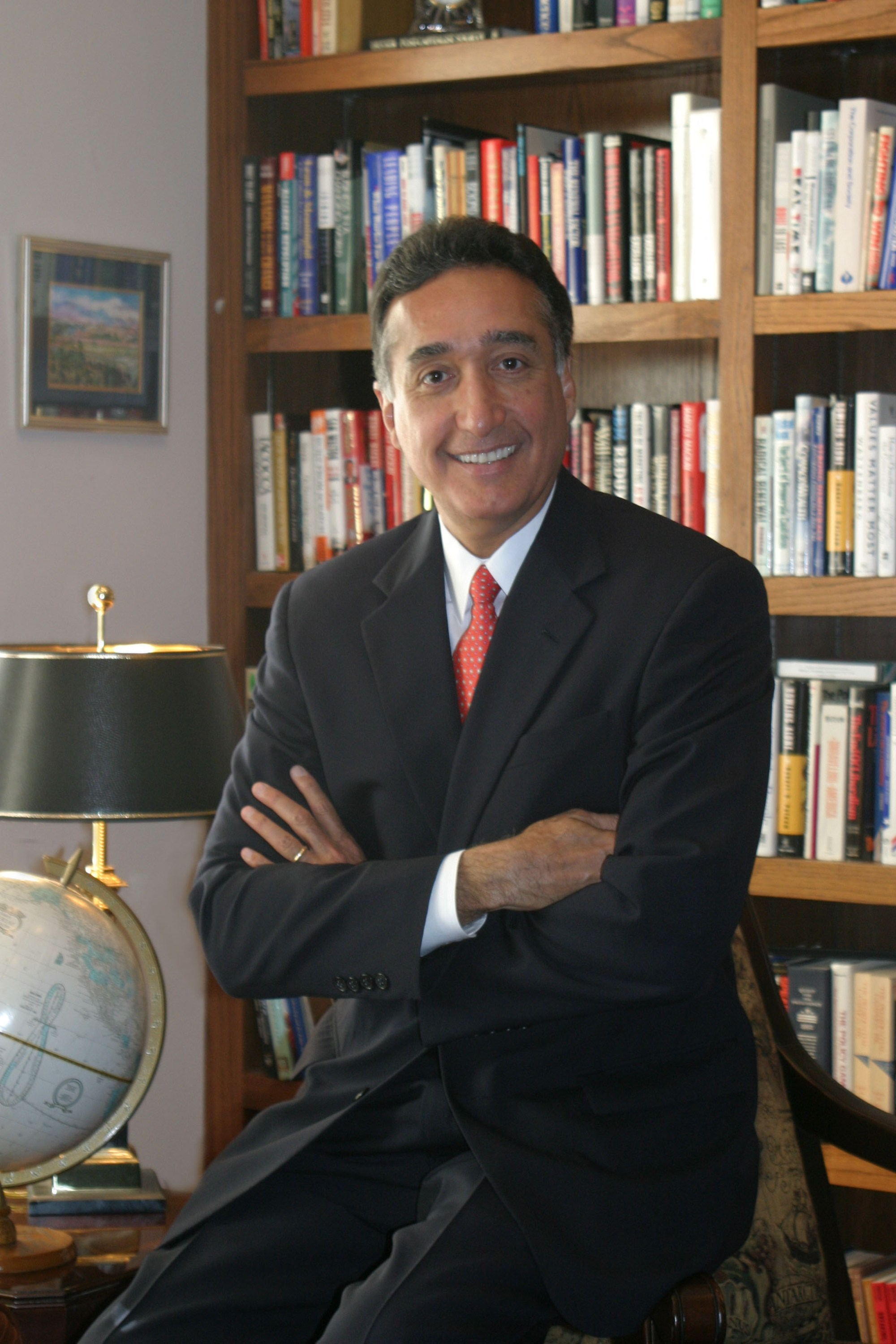
Henry Cisneros (2009)

Henry Gabriel Cisneros (* 11. Juni 1947 in San Antonio, Texas) ist ein US-amerikanischer Politiker (Demokratische Partei) und Manager.

## Biografie
Nach dem Besuch der High School in San Antonio absolvierte er ein Studium der Stadtplanung an der Texas A&M University, das er 1968 zunächst mit einem Bachelor of Arts (B.A.) und dann 1970 mit einem Master of Arts (M.A.) in Urban Planning abschloss. Danach folgte ein Postgraduiertenstudium in öffentlicher Verwaltung an der Harvard University, das er mit einem M.A. in Public Administration beendete. 1975 erfolgte seine Promotion zum Philosophiae Doctor (Ph.D.) in Public Administration an der George Washington University.
Seine politische Laufbahn begann 1981, als er zum Bürgermeister von San Antonio gewählt und bis 1989 wiedergewählt wurde. Seine Nachfolge trat seine Vorgängerin Lila Cockrell an. Am 22. Januar 1993 wurde er von US-Präsident Bill Clinton als Minister für Wohnungsbau und Stadtentwicklung (Secretary of Housing and Urban Development) in dessen Kabinett berufen. Er verblieb in diesem Amt bis zum Ende von Clintons erster Amtszeit am 19. Januar 1997.
Cisneros wurde später wegen Irreführung der Justiz und Meineids verurteilt, aber zum Ende der Amtszeit Clintons am 20. Januar 2001 von diesem begnadigt.
Nach seinem Ausscheiden aus der Regierungspolitik trat er in die Privatwirtschaft ein und war zunächst von 1997 bis 2000 Präsident und Chief Operating Officer (COO) von Univision. Anschließend wurde er 2001 Mitglied des Vorstands von Countrywide Financial und hatte dieses Amt bis 2007 inne. Cisneros war darüber hinaus Stellvertretender Vorstandsvorsitzender der Federal Reserve Bank of Dallas sowie Vorstandsmitglied von KB Hime und Univision.
Daneben hatte er mehrere Positionen in gesellschafts- und sozialpolitischen Institutionen inne und war unter anderem Mitglied des Direktoriums des American Film Institute, Mitglied des Kuratoriums (Board of Trustees) der Enterprise Foundation, Direktoriumsmitglied von Homes for Working Families, der National Alliance to End Homelessness sowie der New America Alliance.